# 탕평비
탕평비(蕩平碑)는 조선 영조 때 유학생(儒學生)들이 불편부당(不偏不黨)하는 군자의 도를 닦게 하기 위해서 세운 비석이다. 영조는 정사(政事)의 시비를 논하는 상소를 금하고 노론·소론을 고루 등용하여 불편부당의 탕평책을 수립하고 1742년(영조 18년) 성균관 입구에 이 비를 건립하였다.

## 비문
비문의 원문은 예기에 나온다.
周而不比, 乃君子之公心, 比而不周, 寔小人之私意

1. 신의가 있고 아첨하지 않음이 군자의 마음이요, 아첨하고 신의가 없음은 소인의 삿된 마음이다.
2. 두루 사귀되 편을 가르지 않는 것이 군자의 공정한 마음이요, 편을 가르고 두루 사귀지 않는 것은 소인의 사사로운 마음이다.

## 같이 보기
- 탕평책
- 붕당